# Jewelry tears
『Jewelry tears』（ジュエリー ティアーズ）は、2009年1月28日にLantisからリリースされた美郷あき12作目のシングル。

## 解説
前作「sad rain」から8ヶ月半ぶりのリリースとなる2009年1作目のシングル。表題曲「Jewelry tears」は、PCゲーム『俺たちに翼はない』オープニングテーマとして使用された。自身のシングル表題曲がゲーム主題歌に起用されるのは「UNLIMITED FIRE」以来9作ぶり。表題曲の作詞を畑亜貴以外が手がけた初のシングルでもある。
ジャケットには羽田小鳩のイラストが使われている。

## 収録曲
1. Jewelry tears  [5:33] 
  - 作詞：西又葵、作曲・編曲：アッチョリケ
2. 兆しの太陽  [4:33] 
  - 作詞：畑亜貴、作曲：田村信二、編曲：solaya
3. Jewelry tears (off vocal)
4. 兆しの太陽 (off vocal)

## タイアップ
- PCゲーム『俺たちに翼はない』オープニングテーマ